# Norbert Gyömbér
Norbert Gyömbér (Revúca, 3 luglio 1992) è un calciatore slovacco di origini ungheresi, difensore dell'Al-Kholood e della nazionale slovacca.

## Carriera

### Club

#### Dukla Banská Bystrica e Catania

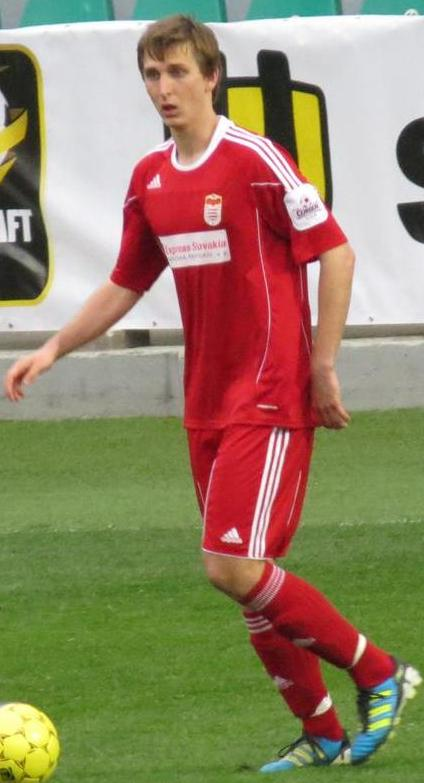
Gyömber con la maglia del nel 2012

Cresciuto a partire dal 1997 nelle giovanili del Revúca e dal 2006 in quelle del Dukla Banská Bystrica, nel 2011 viene aggregato alla prima squadra con la quale esordisce il 1º ottobre dello stesso anno nella sconfitta 2-0 contro il Ružomberok. Dopo aver giocato 50 partite con la maglia rosso-bianca di cui 44 in Superliga e 6 in Slovenský Pohár, nell'estate 2013 si trasferisce alla squadra italiana del Catania che lo aveva acquistato nel gennaio precedente ma lo aveva lasciato in prestito al Dukla Banská Bystrica fino al termine della stagione.
Esordisce in Serie A il 19 ottobre nella sconfitta 2-1 contro il Cagliari, subentrando al 71º minuto a Giuseppe Bellusci. Il 26 marzo 2014 segna la sua prima rete da professionista nella sfida persa 4-2 contro il Napoli. Conclude la stagione collezionando 18 presenze in Serie A, di cui 15 da titolare con un gol. La stagione successiva, che vede il Catania militare in Serie B, Gyömbér gioca solamente 9 gare a causa di un grave infortunio che lo tiene fuori dai campi da gioco per molti mesi.

#### Roma
Il 20 agosto 2015 passa alla Roma con la formula del prestito con diritto di riscatto fissato a 1,5 milioni di euro scegliendo di indossare la maglia numero 23. Il 4 ottobre debutta ufficialmente con la maglia della Roma, subentrando al 83º minuto al posto di Alessandro Florenzi nel match vinto per 4-2 contro il Palermo. Il 21 giugno 2016 la Roma annuncia il riscatto del giocatore per 1.5 milioni che diviene della società a titolo definitivo con un contratto fino al 30 giugno 2019.

#### Prestiti al Pescara e al Terek Grozny
Il 13 agosto 2016 passa dalla Roma al Pescara con la formula del prestito. Nello stesso giorno debutta con la maglia degli abruzzesi, nella partita di Coppa Italia Pescara-Frosinone (2-0), subentrando a Andrea Coda nel secondo tempo.
Il 12 febbraio 2017 viene escluso dall'allenatore Oddo dalla trasferta di Torino in seguito a dei litigi con compagni di squadra e lo stesso allenatore, dovuti alle insistenti voci di mercato che lo vorrebbero in Russia e alla conseguente frustrazione del giocatore. Lascia quindi la squadra abruzzese nel mercato invernale e passa in prestito al Terek Groznyj, dove comunque non trova molto spazio e a fine stagione fa ritorno a Roma.

#### Trasferimenti a Bari e a Perugia
Il 31 agosto 2017 sono stati acquistati i diritti sportivi di Gyömbér, a titolo temporaneo con diritto di opzione, da parte del Bari. Il 5 maggio 2018 segna la sua prima rete con il Bari nella gara vinta per 3-1 contro il Perugia.
Nell'estate 2018, viene ingaggiato a titolo definitivo dal Perugia, con cui firma un contratto triennale.

#### Gli anni alla Salernitana
Il 12 settembre 2020 firma per la Salernitana. Debutta con i granata il 3 ottobre seguente, nel successo esterno contro il Chievo. Durante la stagione lo slovacco si rivela una pedina fondamentale per il raggiungimento della promozione in Serie A della propria squadra dopo 23 anni d'assenza. Termina l'annata 2020-2021 con 37 presenze complessive.
Ad agosto 2021 gioca la sua prima partita nella massima serie con la Salernitana, nell'incontro a Bologna, conclusosi 3-2 per i padroni di casa. In occasione delle gara contro Verona e Genoa, il difensore slovacco avrà modo di vestire la fascia da capitano. Nel gennaio 2022 il giocatore risulta positivo al COVID-19 e si vede costretto a rimanere fermo per circa un mese assieme ad altri 5 suoi compagni di squadra. Tuttavia, termina la stagione con 33 presenze complessive e con la propria squadra salvatasi all'ultima giornata per un solo punto.
Inizia la campagna 2022-2023 giocando con regolarità, prima che una lesione alla coscia sinistra lo tenga fermo per circa due mesi. Il 21 gennaio 2023, durante il derby campano contro il Napoli, lo slovacco si vede costretto a lasciare il campo al 16' minuto per via di un nuovo infortunio alla stessa coscia. Nonostante gli acciacchi fisici, termina la stagione con 28 presenze.
La stagione 2023-2024 si rivela del tutto sotto le aspettative, sia per il giocatore che per la squadra. Nonostante il giocatore avesse ripreso a giocare con regolarità, il suo livello di prestazioni subisce un forte calo, tanto da venire relegato in panchina a più riprese. Complici gli svariati infortuni, totalizza complessivamente 24 presenze, concludendo la stagione retrocedendo in cadetteria dopo tre anni.
Il 1º luglio 2024 Gyömbér rescinde di comune accordo il proprio contratto con la società.

#### Approdo in Arabia Saudita
Il 23 agosto 2024 viene ufficializzato il suo ingaggio da parte dell'Al-Kholood, club saudita neopromosso in massima divisione. Il giorno seguente, sigla il proprio debutto in campionato, in una gara persa contro l'Al-Ittihad.

### Nazionale
Dopo aver giocato 22 partite tra nazionale Under-19 (4 presenze) e Under-21 (18 presenze) il 5 marzo 2014 esordisce in nazionale maggiore nella gara amichevole vinta per 3-1 contro Israele.
Viene convocato per il campionato europeo 2016 in Francia. Esordisce nel torneo entrando in campo nel secondo tempo della terza partita del girone contro l'Inghilterra (0-0), giocando da mediano davanti alla difesa.

## Statistiche

### Presenze e reti nei club
Statistiche aggiornate 7 novembre 2024.
| Stagione           | Squadra            | Campionato         | Campionato | Campionato | Coppe nazionali | Coppe nazionali | Coppe nazionali | Coppe continentali | Coppe continentali | Coppe continentali | Altre coppe | Altre coppe | Altre coppe | Totali | Totali |
| Stagione           | Squadra            | Comp               | Pres       | Reti       | Comp            | Pres            | Reti            | Comp               | Pres               | Reti               | Comp        | Pres        | Reti        | Pres   | Reti   |
| ------------------ | ------------------ | ------------------ | ---------- | ---------- | --------------- | --------------- | --------------- | ------------------ | ------------------ | ------------------ | ----------- | ----------- | ----------- | ------ | ------ |
| 2011-2012          | Dukla B.B.         | SL                 | 18         | 0          | CS              | 3               | 0               | -                  | -                  | -                  | -           | -           | -           | 21     | 0      |
| 2012-2013          | Dukla B.B.         | SL                 | 26         | 0          | CS              | 3               | 0               | -                  | -                  | -                  | -           | -           | -           | 29     | 0      |
| Totale Dukla B.B.  | Totale Dukla B.B.  | Totale Dukla B.B.  | 44         | 0          |                 | 6               | 0               |                    | -                  | -                  |             | -           | -           | 50     | 0      |
| 2013-2014          | Catania            | A                  | 18         | 1          | CI              | 1               | 0               | -                  | -                  | -                  | -           | -           | -           | 19     | 1      |
| 2014-2015          | Catania            | B                  | 8          | 0          | CI              | 1               | 0               | -                  | -                  | -                  | -           | -           | -           | 9      | 0      |
| ago. 2015          | Catania            | LP                 | 0          | 0          | CI              | 1               | 0               | -                  | -                  | -                  | -           | -           | -           | 1      | 0      |
| Totale Catania     | Totale Catania     | Totale Catania     | 26         | 1          |                 | 3               | 0               |                    | -                  | -                  |             | -           | -           | 29     | 1      |
| ago. 2015-2016     | Roma               | A                  | 6          | 0          | CI              | 0               | 0               | UCL                | 0                  | 0                  | -           | -           | -           | 6      | 0      |
| 2016-gen. 2017     | Pescara            | A                  | 10         | 0          | CI              | 2               | 0               | -                  | -                  | -                  | -           | -           | -           | 12     | 0      |
| feb.-giu. 2017     | Terek Groznyj      | PL                 | 7          | 0          | KR              | 0               | 0               | -                  | -                  | -                  | -           | -           | -           | 7      | 0      |
| 2017-2018          | Bari               | B                  | 28+1       | 1          | CI              | 0               | 0               | -                  | -                  | -                  | -           | -           | -           | 29     | 1      |
| 2018-2019          | Perugia            | B                  | 30+1       | 1          | CI              | 0               | 0               | -                  | -                  | -                  | -           | -           | -           | 31     | 1      |
| 2019-2020          | Perugia            | B                  | 24+2       | 0          | CI              | 4               | 0               | -                  | -                  | -                  | -           | -           | -           | 30     | 0      |
| Totale Perugia     | Totale Perugia     | Totale Perugia     | 54+3       | 1          |                 | 4               | 0               |                    | -                  | -                  |             | -           | -           | 61     | 1      |
| 2020-2021          | Salernitana        | B                  | 35         | 0          | CI              | 2               | 0               | -                  | -                  | -                  | -           | -           | -           | 37     | 0      |
| 2021-2022          | Salernitana        | A                  | 31         | 0          | CI              | 2               | 0               | -                  | -                  | -                  | -           | -           | -           | 33     | 0      |
| 2022-2023          | Salernitana        | A                  | 27         | 0          | CI              | 1               | 0               | -                  | -                  | -                  | -           | -           | -           | 28     | 0      |
| 2023-2024          | Salernitana        | A                  | 22         | 0          | CI              | 2               | 0               | -                  | -                  | -                  | -           | -           | -           | 24     | 0      |
| Totale Salernitana | Totale Salernitana | Totale Salernitana | 115        | 0          |                 | 7               | 0               |                    | -                  | -                  |             | -           | -           | 122    | 0      |
| 2024-2025          | Al-Kholood         | SPL                | 10         | 0          | KC              | 1               | 0               | -                  | -                  | -                  | -           | -           | -           | 11     | 0      |
| Totale carriera    | Totale carriera    | Totale carriera    | 304        | 3          |                 | 23              | 0               |                    | 0                  | 0                  |             | -           | -           | 328    | 3      |

### Cronologia presenze e reti in nazionale
| Cronologia completa delle presenze e delle reti in nazionale ― Slovacchia | Cronologia completa delle presenze e delle reti in nazionale ― Slovacchia | Cronologia completa delle presenze e delle reti in nazionale ― Slovacchia | Cronologia completa delle presenze e delle reti in nazionale ― Slovacchia | Cronologia completa delle presenze e delle reti in nazionale ― Slovacchia | Cronologia completa delle presenze e delle reti in nazionale ― Slovacchia | Cronologia completa delle presenze e delle reti in nazionale ― Slovacchia | Cronologia completa delle presenze e delle reti in nazionale ― Slovacchia |
| Data                                                                      | Città                                                                     | In casa                                                                   | Risultato                                                                 | Ospiti                                                                    | Competizione                                                              | Reti                                                                      | Note                                                                      |
| ------------------------------------------------------------------------- | ------------------------------------------------------------------------- | ------------------------------------------------------------------------- | ------------------------------------------------------------------------- | ------------------------------------------------------------------------- | ------------------------------------------------------------------------- | ------------------------------------------------------------------------- | ------------------------------------------------------------------------- |
| 5-3-2014                                                                  | Netanya                                                                   | Israele                                                                   | 1 – 3                                                                     | Slovacchia                                                                | Amichevole                                                                | -                                                                         | 68’ 86’                                                                   |
| 23-5-2014                                                                 | Senec                                                                     | Slovacchia                                                                | 2 – 0                                                                     | Montenegro                                                                | Amichevole                                                                | -                                                                         |                                                                           |
| 26-5-2014                                                                 | San Pietroburgo                                                           | Russia                                                                    | 1 – 0                                                                     | Slovacchia                                                                | Amichevole                                                                | -                                                                         |                                                                           |
| 4-9-2014                                                                  | Žilina                                                                    | Slovacchia                                                                | 1 – 0                                                                     | Malta                                                                     | Amichevole                                                                | -                                                                         |                                                                           |
| 8-9-2014                                                                  | Kiev                                                                      | Ucraina                                                                   | 0 – 1                                                                     | Slovacchia                                                                | Qual. Euro 2016                                                           | -                                                                         |                                                                           |
| 9-10-2014                                                                 | Žilina                                                                    | Slovacchia                                                                | 2 – 1                                                                     | Spagna                                                                    | Qual. Euro 2016                                                           | -                                                                         | 90’                                                                       |
| 12-10-2014                                                                | Barysaŭ                                                                   | Bielorussia                                                               | 1 – 3                                                                     | Slovacchia                                                                | Qual. Euro 2016                                                           | -                                                                         | 87’                                                                       |
| 5-9-2015                                                                  | Oviedo                                                                    | Spagna                                                                    | 2 – 0                                                                     | Slovacchia                                                                | Qual. Euro 2016                                                           | -                                                                         |                                                                           |
| 8-9-2015                                                                  | Žilina                                                                    | Slovacchia                                                                | 0 – 0                                                                     | Ucraina                                                                   | Qual. Euro 2016                                                           | -                                                                         | 47’                                                                       |
| 12-10-2015                                                                | Lussemburgo                                                               | Lussemburgo                                                               | 2 – 4                                                                     | Slovacchia                                                                | Qual. Euro 2016                                                           | -                                                                         |                                                                           |
| 13-11-2015                                                                | Trnava                                                                    | Slovacchia                                                                | 3 – 2                                                                     | Svizzera                                                                  | Amichevole                                                                | -                                                                         | 74’                                                                       |
| 17-11-2015                                                                | Žilina                                                                    | Slovacchia                                                                | 3 – 1                                                                     | Islanda                                                                   | Amichevole                                                                | -                                                                         |                                                                           |
| 27-5-2016                                                                 | Wels                                                                      | Georgia                                                                   | 1 – 3                                                                     | Slovacchia                                                                | Amichevole                                                                | -                                                                         |                                                                           |
| 20-6-2016                                                                 | Saint-Etienne                                                             | Slovacchia                                                                | 0 – 0                                                                     | Inghilterra                                                               | Euro 2016 - 1º turno                                                      | -                                                                         | 67’                                                                       |
| 26-6-2016                                                                 | Lilla                                                                     | Germania                                                                  | 3 – 0                                                                     | Slovacchia                                                                | Euro 2016 - Quarti di finale                                              | -                                                                         | 84’                                                                       |
| 4-9-2016                                                                  | Trnava                                                                    | Slovacchia                                                                | 0 – 1                                                                     | Inghilterra                                                               | Qual. Mondiali 2018                                                       | -                                                                         | 56’                                                                       |
| 10-6-2017                                                                 | Vilnius                                                                   | Lituania                                                                  | 1 – 2                                                                     | Slovacchia                                                                | Qual. Mondiali 2018                                                       | -                                                                         | 58’                                                                       |
| 1-9-2017                                                                  | Trnava                                                                    | Slovacchia                                                                | 1 – 0                                                                     | Slovenia                                                                  | Qual. Mondiali 2018                                                       | -                                                                         |                                                                           |
| 5-10-2017                                                                 | Glasgow                                                                   | Scozia                                                                    | 1 – 0                                                                     | Slovacchia                                                                | Qual. Mondiali 2018                                                       | -                                                                         | 80’                                                                       |
| 10-11-2017                                                                | Leopoli                                                                   | Ucraina                                                                   | 2 – 1                                                                     | Slovacchia                                                                | Amichevole                                                                | -                                                                         | 45’                                                                       |
| 5-9-2018                                                                  | Trnava                                                                    | Slovacchia                                                                | 3 – 0                                                                     | Danimarca                                                                 | Amichevole                                                                | -                                                                         | 83’                                                                       |
| 10-10-2019                                                                | Trnava                                                                    | Slovacchia                                                                | 1 – 1                                                                     | Galles                                                                    | Qual. Euro 2020                                                           | -                                                                         | 51’, 88’                                                                  |
| 19-11-2019                                                                | Trnava                                                                    | Slovacchia                                                                | 2 – 0                                                                     | Azerbaigian                                                               | Qual. Euro 2020                                                           | -                                                                         |                                                                           |
| 4-9-2020                                                                  | Bratislava                                                                | Slovacchia                                                                | 1 – 3                                                                     | Rep. Ceca                                                                 | UEFA Nations League 2020-2021 - 1º turno                                  | -                                                                         | 53’                                                                       |
| 7-9-2020                                                                  | Netanya                                                                   | Israele                                                                   | 1 – 1                                                                     | Slovacchia                                                                | UEFA Nations League 2020-2021 - 1º turno                                  | -                                                                         |                                                                           |
| 8-10-2020                                                                 | Bratislava                                                                | Slovacchia                                                                | 0 – 0 dts (4 – 2 dtr)                                                     | Irlanda                                                                   | Qual. Euro 2020                                                           | -                                                                         | 112’                                                                      |
| 12-11-2020                                                                | Belfast                                                                   | Irlanda del Nord                                                          | 1 – 2 dts                                                                 | Slovacchia                                                                | Qual. Euro 2020                                                           | -                                                                         | 118’                                                                      |
| 18-11-2020                                                                | Plzeň                                                                     | Rep. Ceca                                                                 | 2 – 0                                                                     | Slovacchia                                                                | UEFA Nations League 2020-2021 - 1º turno                                  | -                                                                         |                                                                           |
| 6-6-2022                                                                  | Trnava                                                                    | Slovacchia                                                                | 0 – 1                                                                     | Kazakistan                                                                | UEFA Nations League 2022-2023 - 1º turno                                  | -                                                                         |                                                                           |
| 11-6-2022                                                                 | Astana                                                                    | Kazakistan                                                                | 2 – 1                                                                     | Slovacchia                                                                | UEFA Nations League 2022-2023 - 1º turno                                  | -                                                                         | 23’                                                                       |
| 23-3-2023                                                                 | Trnava                                                                    | Slovacchia                                                                | 0 – 0                                                                     | Lussemburgo                                                               | Qual. Euro 2024                                                           | -                                                                         |                                                                           |
| 26-3-2023                                                                 | Bratislava                                                                | Slovacchia                                                                | 2 – 0                                                                     | Bosnia ed Erzegovina                                                      | Qual. Euro 2024                                                           | -                                                                         |                                                                           |
| 20-6-2023                                                                 | Vaduz                                                                     | Liechtenstein                                                             | 0 – 1                                                                     | Slovacchia                                                                | Qual. Euro 2024                                                           | -                                                                         | 90’                                                                       |
| 11-9-2023                                                                 | Bratislava                                                                | Slovacchia                                                                | 3 – 0                                                                     | Liechtenstein                                                             | Qual. Euro 2024                                                           | -                                                                         |                                                                           |
| 16-10-2023                                                                | Lussemburgo                                                               | Lussemburgo                                                               | 0 – 1                                                                     | Slovacchia                                                                | Qual. Euro 2024                                                           | -                                                                         | 90+4’                                                                     |
| 16-11-2023                                                                | Bratislava                                                                | Slovacchia                                                                | 4 – 2                                                                     | Islanda                                                                   | Qual. Euro 2024                                                           | -                                                                         |                                                                           |
| 23-3-2024                                                                 | Bratislava                                                                | Slovacchia                                                                | 0 – 2                                                                     | Austria                                                                   | Amichevole                                                                | -                                                                         | 83’                                                                       |
| 26-3-2024                                                                 | Oslo                                                                      | Norvegia                                                                  | 1 – 1                                                                     | Slovacchia                                                                | Amichevole                                                                | -                                                                         | 65’                                                                       |
| 5-6-2024                                                                  | Wiener Neustadt                                                           | Slovacchia                                                                | 4 – 0                                                                     | San Marino                                                                | Amichevole                                                                | -                                                                         | 77’                                                                       |
| 26-6-2024                                                                 | Francoforte sul Meno                                                      | Slovacchia                                                                | 1 – 1                                                                     | Romania                                                                   | Euro 2024 - 1º turno                                                      | -                                                                         | 90+2’                                                                     |
| 30-6-2024                                                                 | Gelsenkirchen                                                             | Inghilterra                                                               | 2 – 1 dts                                                                 | Slovacchia                                                                | Euro 2024 - Ottavi di finale                                              | -                                                                         | 90+3’ 114’                                                                |
| 5-9-2024                                                                  | Tallinn                                                                   | Estonia                                                                   | 0 – 1                                                                     | Slovacchia                                                                | UEFA Nations League 2024-2025 - 1º turno                                  | -                                                                         | 90+2’                                                                     |
| 8-9-2024                                                                  | Košice                                                                    | Slovacchia                                                                | 2 – 0                                                                     | Azerbaigian                                                               | UEFA Nations League 2024-2025 - 1º turno                                  | -                                                                         |                                                                           |
| 11-10-2024                                                                | Bratislava                                                                | Slovacchia                                                                | 2 – 2                                                                     | Svezia                                                                    | UEFA Nations League 2024-2025 - 1º turno                                  | -                                                                         | 90’ 90+3’                                                                 |
| 16-11-2024                                                                | Solna                                                                     | Svezia                                                                    | 2 – 1                                                                     | Slovacchia                                                                | UEFA Nations League 2024-2025 - 1º turno                                  | -                                                                         |                                                                           |
| 19-11-2024                                                                | Bratislava                                                                | Slovacchia                                                                | 1 – 0                                                                     | Estonia                                                                   | UEFA Nations League 2024-2025 - 1º turno                                  | -                                                                         |                                                                           |
| 20-3-2025                                                                 | Bratislava                                                                | Slovacchia                                                                | 0 – 0                                                                     | Slovenia                                                                  | UEFA Nations League 2024-2025 - Play-off                                  | -                                                                         |                                                                           |
| 23-3-2025                                                                 | Lubiana                                                                   | Slovenia                                                                  | 1 – 0 dts                                                                 | Slovacchia                                                                | UEFA Nations League 2024-2025 - Play-off                                  | -                                                                         |                                                                           |
| 10-6-2025                                                                 | Debrecen                                                                  | Israele                                                                   | 1 – 0                                                                     | Slovacchia                                                                | Amichevole                                                                | -                                                                         | 58’                                                                       |
| Totale                                                                    |                                                                           | Presenze                                                                  | 49                                                                        |                                                                           | Reti                                                                      | 0                                                                         |                                                                           |